# Arya bàn bên thỉnh thoảng lại trêu ghẹo tôi bằng tiếng Nga
Arya bàn bên thỉnh thoảng lại trêu ghẹo tôi bằng tiếng Nga (Nhật: 時々ボソッとロシア語でデレる隣のアーリャさん Hepburn: Tokidoki Bosotto Roshiago de Dereru Tonari no Ārya-san, tiếng Nga: Иногда Аля внезапно кокетничает по-русски, đã Latinh hoá: Inogda Alya vnezapno koketnichayet po-russki), viết tắt Roshidere (ロシデレ) là một loạt light novel do SunSunSun viết và Momoco đảm nhận vai trò minh họa. Ban đầu, ấn phẩm xuất bản trực tuyến dưới dạng 2 truyện ngắn trên trang web xuất bản tiểu thuyết Shōsetsuka ni Narō từ ngày 6 tháng 5 đến ngày 27 tháng 5 năm 2020. Sau đó, Kadokawa Shoten mua lại light novel, đồng thời xuất bản 10 tập cùng 2 tập truyện ngắn từ tháng 3 năm 2021 dưới ấn hiệu Kadokawa Sneaker Bunko. Chuyển thể manga của Tenamachi Saho đăng dài kỳ trên trang web và ứng dụng Magazine Pocket của Kodansha từ tháng 10 năm 2022. Phiên bản anime truyền hình chuyển thể do xưởng Doga Kobo sản xuất và chính thức lên sóng từ tháng 7 năm 2024.

## Nội dung
Alisa Mikhailovna Kujo (Alya), học viên tại trường tư thục Seirei Gakuen, là một nữ sinh gốc Nga, với mái tóc bạch kim, xinh đẹp đến nỗi bất cứ ai cũng có thể quay lại nếu cô ấy bước đi. Nhân vật chính, Kuze Masachika ngồi cạnh Alya, là một con người không có động lực, chỉ ngủ ở trường và thường xuyên bị phàn nàn. Vì một số lí do, Alya đôi khi tự độc thoại bằng tiếng Nga. Tuy nhiên, Alya không hề biết rằng, Kuze cũng biết tiếng Nga.

## Nhân vật
Kuze Masachika (久世 政近)
Lồng tiếng bởi: Amasaki Kōhei
Nam chính. Học sinh năm nhất. Cậu hay bị nhiều chàng trai ghen tị vì ngồi cạnh và thân thiết với Alya. Vì một số lý do, cậu luôn che giấu về khả năng ngoại ngữ của mình.
Alya (アーリャ Ārya, tiếng Nga: Аля)
Lồng tiếng bởi: Uesaka Sumire
Nữ chính. Tên thật là Alisa Mikhailovna Kujō (アリサ・ミハイロヴナ・九条 Arisa Mihairovuna Kujō, tiếng Nga: Алиса Михайловна Куджо). Bạn cùng lớp với Kuze. Cô là một cô gái người Nhật gốc Nga, rất tài năng và nổi tiếng. Vì một số lý do, cô luôn che giấu cảm xúc thật của mình bằng những câu tiếng Nga.
- Alya đã ra mắt với tư cách là YouTuber ảo đầu tiên trong lịch sử light novel nhân dịp kỷ niệm phát hành tập thứ hai.

Suō Yuki (周防 有希)
Lồng tiếng bởi: Maruoka Wakana
Học sinh năm nhất từng là quan hệ công chúng của hội học sinh. Cô là con gái lớn của nhà Suō, xuất thân là một gia đình quý tộc trước đây và đã gánh vác vai trò ngoại giao qua nhiều thế hệ. Bề ngoài cô là một tiểu thư chính hiệu, nhưng bên trong thì cô lại là một otaku. Thực ra cô là em gái ruột của Kuze, hai anh em sống tách ra do cha mẹ họ ly hôn và người cha rời bỏ nhà Suō rồi đổi lại về họ Kuze. Do không muốn ảnh hưởng đến danh dự của nhà Suō nên hai anh em họ chỉ biểu thị ra bên ngoài rằng họ là bạn thuở nhỏ.
Masha (マーシャ Māsha, tiếng Nga: Маша)
Lồng tiếng bởi: Fujii Yukiyo
Tên thật là Maria Mikhailovna Kujō (マリヤ・ミハイロヴナ・九条 Mariya Mihairovuna Kujō, tiếng Nga: Мария Михайловна Куджо). Chị gái của Alya. Là học sinh năm hai kiêm thư ký hội học sinh.

## Truyền thông

### Loạt tiểu thuyết
Trước khi xuất bản light novel, 2 truyện ngắn đã ra mắt trên Shōsetsuka ni Narō vào ngày 6 tháng 5 và ngày 27 tháng 5 năm 2020. Tuy nhiên, nội dung câu chuyện và nhân vật trong phiên bản web hoàn toàn khác với light novel đã xuất bản.

### Light novel
SunSunSun chấp bút light novel và do Momoco minh họa. Vào tháng 6 năm 2020, SunSunSun nhận lời mời từ Kadokawa Sneaker Bunko về việc xin xuất bản tác phẩm. Vào ngày 22 tháng 12 năm 2020, Kadokawa Shoten thông báo các truyện ngắn phát hành trên Shōsetsuka ni Narō sẽ chuyển thể thành một loạt light novel, đồng thời xuất bản dưới dấu ấn Kadokawa Sneaker Bunko. Tựa đề light novel được đặt theo tên của một trong hai truyện ngắn. Tập đầu tiên xuất bản vào ngày 1 tháng 3 năm 2021.
Tại Sakura-Con 2022, Yen Press tiết lộ cấp phép ấn bản tiếng Anh cho light novel. Nhà xuất bản Kim Đồng nắm giữ bản quyền light novel tại Việt Nam, xuất bản tác phẩm dưới ấn hiệu Wings Books.
| - Mở đầu: Nàng công chúa kiêu ngạo và tên bàn bên lười nhác" - Chương 1: "Bỏ lỡ lượt quay gacha miễn phí không phải tiếc lắm sao?" - Chương 2: "Tôi có cô đơn đâu?" - Chương 3: "Chú cảnh sát ơi, là tên này nè!" - Chương 4: "Tôi không ghét chuyện tình bách hợp của các chị em đâu" | - Chương 5: "Dừng lại đi! Đừng tranh chấp vì tôi!" - Chương 6: "Lần đầu tiên nhìn thấy bóng dáng của thần chết" - Chương 7: "Thật là một sự việc đáng buồn nhỉ" - Chương 8: "À, tôi hiểu rồi" - Chương kết: Bàn tay ấy - Lời bạt |

| - Mở đầu: "Không phải đâu!" - Chương 1: "Cậu hiểu ý tôi chứ?" - Chương 2: "Trái bóng là kẻ địch. Không chấp nhận ý kiến phản đối!" - Chương 3: "Tôi xin thêm nữa, được không?" - Chương 4: "Chỉ có vị của kem thôi. Thật đấy!" - Chương 5: "Lớn thì mới tốt!" | - Chương 6: "Nếu là otaku, chắc cậu sẽ mơ ước được thử một lần" - Chương 7: "Đã hứa rồi mà" - Chương 8: "Lí tưởng và hiện thực" - Chương kết: "Lí do" - Lời bạt |

| - Mở đầu: "Suou" - Chương 1: "Kết quả khi hài lãng mạn đụng hài lãng mạn" - Chương 2: "Reset thật đáng sợ" - Chương 3: "Không phải là tôi muốn dọn dẹp gì đâu" - Chương 4: "Đây là do khác biệt văn hóa ư?" - Chương 5: "Thật là rực rỡ, theo nhiều nghĩa" | - Chương 6: "Cơn sốt tăng lên, theo nhiều nghĩa" - Chương 7: "Có vẻ là 5M" - Chương 8: "Lời chào" - Chương kết: "Trước đó" - Lời bạt |

| - Mở đầu: "Quá khứ muốn quên" - Chương 1: "Chưa thấy ai mê bụng bao giờ" - Chương 2: "Otaku thật phiền phức" - Chương 3: "Hở? Thật đấy à?" - Chương 4: "Không, điều đó sẽ không xảy ra đâu" - Chương 5: "Đấy không phải là sumo" - Chương 6: "Tôi muốn trở thành con rùa" | - Chương 7: "Có vẻ đã nổi lên rồi" - Chương 8: "Ở một ý nghĩa nào đó, đấy là trò chơi khăm khi đang ngủ?" - Chương 9: "Tôi không muốn bị gọi là bạo chúa" - Chương 10: "Tình yêu" - Chương kết: "Quá khứ không được phép quên" - Lời bạt |

| - Chương 1: "Hoa hồng và bách hợp" - Chương 2: "Công chúa và thánh thần" - Chương 3: "Không khí và tinh thần ăn uống" - Chương 4: "Bro-con và sis-con" - Chương 5: "Lí tưởng và hiện thực" - Chương 6: "Nhà kho và căn phòng bí mật" - Chương 7: "Chòm sao và kiểu ngồi chính tọa" | - Chương 8: "Người đẹp và sự ngờ nghệch" - Chương 9: "Sự cưng chiều vô tội vạ và tính gia chưởng" - Chương 10: "Sự ngây thơ và nhân viên bán hàng" - Chương 11: "Nấu ăn và suy luận" - Chương 12: "Người yêu và chủ nhân" - Chương 13: "Masachika và Arya" - Lời bạt |

| - Mở đầu: "Gặp gỡ" - Chương 1: "Hội ngộ và chia tay" - Chương 2: "Giấc mơ không giống như hiện thực" - Chương 3: "Cậu định làm gì bên hông tôi?" - Chương 4: "Tụi con trai xấu hổ thì ai là người được lợi?" - Chương 5: "Từ "dere" trong tiếng Nga là viết tắt của "bộc lộ yêu thương"" - Chương 6: "Tôi vô tội trong chuyện này" | - Chương 7: "Xin lỗi, cậu có tội" - Chương 8: "Đã bảo tụi con trai xấu hổ thì..." - Chương 9: "Có phải họ phản ứng quá gay gắt rồi không?" - Chương 10: "Ý chí và niềm kiêu hãnh" - Chương 11: "Người chiến thắng là?" - Chương kết: "Lời thề" - Lời bạt |

| - Mở đầu: "Anh chàng phù thủy của tôi" - Chương 1: "Bọn họ phấn khích quá rồi" - Chương 2: ""Tung nội lực" là sự lãng mạn của otaku" - Chương 3: "Tôi đã nghiêm túc hơn cả lúc tranh biện" - Chương 4: "Nói thật là tôi đã khá rung động đấy" - Chương 5: "Theo một nghĩa nào đó thì tôi đã thấy ổn hơn rồi" - Chương 6: "Năng lực chiến đấu quan trọng lắm đấy" | - Chương 7: "Bạo lực liệu có giải quyết mọi thứ" - Chương 8: "Nếu không gãy thì phải bẻ cho gãy" - Chương 9: "Tôi sẽ giữ lời hứa" - Chương 10: "Cảm ơn và tạm biệt cô bé ấy" - Chương kết: "Bây giờ, ngay lúc này" - Ngoại truyện đặc biệt: "Ngày "Slit-paisen" ra đời" - Lời bạt |

| - Mở đầu: "Đây là" - Chương 1: "Bắt đầu lại" - Chương 2: "Không cần có tình tiết gợi ý kiểu này đâu" - Chương 3: "Chờ chút, cọng tóc ăng ten dựng lên ư?" - Chương 4: "Cảm giác rước họa vào thân lớn nhất thế kỉ" - Chương 5: "Nếu muốn tạo nhân vật thì phải vứt sự xấu hổ đi" - Chương 6: "Đàn chị gây hại cho tim và đàn chị tốt cho tim" | - Chương 7: "Nếu là trò lăn bóng to thì có lẽ lớn chuyện rồi" - Chương 8: "Cô ấy trưởng thành rồi" - Chương 9: "Chạm trán" - Chương 10: "Trận đấu ngựa giả" - Chương kết: "Đây là..." - Ngoại truyện đặc biệt: "Câu chuyện khi cả hai còn là bạn thuở nhỏ" - Lời bạt |

### Manga
Bản chuyển thể manga của tác giả Tenamachi Saho xuất bản trên ứng dụng và trang web Magazine Pocket của Kodansha từ ngày 29 tháng 10 năm 2022.
| # | Ngày phát hành tiếng Nhật | ISBN tiếng Nhật   |
| - | ------------------------- | ----------------- |
| 1 | 9 tháng 3 năm 2023        | 978-4-06-531091-5 |
| 2 | 8 tháng 6 năm 2023        | 978-4-06-531880-5 |
| 3 | 9 tháng 11 năm 2023       | 978-4-06-533550-5 |
| 4 | 9 tháng 4 năm 2024        | 978-4-06-535169-7 |
| 5 | 7 tháng 8 năm 2024        | 978-4-06-536510-6 |
| 6 | 8 tháng 1 năm 2025        | 978-4-06-538068-0 |
| 7 | 9 tháng 6 năm 2025        | 978-4-06-539753-4 |

### Anime
Ngày 17 tháng 3 năm 2023, Kadokawa chính thức công bố tác phẩm anime truyền hình chuyển thể từ loạt light novel. Doga Kobo là đơn vị sản xuất hoạt họa, Itō Ryōta giữ vai đạo diễn kiêm biên kịch, Murota Yūhei thiết kế nhân vật, Tsutsumi Hiroaki soạn nhạc nền. Bộ phim ban đầu được lên kế hoạch lên sóng vào tháng 4 năm 2024 nhưng đã bị dời đến tháng 7 cùng năm. Uesaka Sumire, dưới vai trò Alya trình bày ca khúc mở đầu là  "Ichiban Kagayaku Hoshi" (1番輝く星」アーリャ), về phần nhạc đoạn kết anime sẽ là nhiều ca khúc nổi tiếng được hát lại (cover) bởi Uesaka. Hãng Medialink chịu trách nhiệm cấp phép bộ phim tại thị trường Đông Nam Á, và châu Đại Dương (ngoại trừ Úc, và New Zealand) với phiên bản phụ đề tiếng Việt trên kênh YouTube Ani-One Vietnam.
Sau khi tập cuối cùng của mùa đầu tiên được phát sóng, mùa thứ hai của loạt anime truyền hình này đã được công bố.

#### Tập phim
| TT. | Tiêu đề | Đạo diễn                                        | Biên kịch    | Kịch bản phân cảnh                  | Bài hát chủ đề kết thúc                                | Ngày phát hành gốc  |
| --- | --- | ----------------------------------------------- | ------------ | ----------------------------------- | ------------------------------------------------------ | ------------------- |
| 1   | "Arya ngượng ngùng bằng tiếng Nga" Chuyển ngữ: "Roshiago de Dereru Ārya-san" (tiếng Nhật: ロシア語でデレるアーリャさん) | Itō Ryōta                                       | Itō Ryōta    | Itō Ryōta                           | "School Heaven" (学園天国 Gakuen Tengoku)              | 3 tháng 7 năm 2024  |
| 2   | "Bạn thuở nhỏ là gì?" Chuyển ngữ: "Osananajimi to Wa?" (tiếng Nhật: 幼馴染とは？)                                       | Uchinomiya Kōki                                 | Itō Ryōta    | Itō Ryōta                           | "Kawaikute Gomen" (可愛くてごめん)                     | 10 tháng 7 năm 2024 |
| 3   | "Thế là hai người họ gặp nhau" Chuyển ngữ: "Soshite Futari wa Deatta" (tiếng Nhật: そして二人は出会った)                | Nishimura Daisuke                               | Itoh Ryota   | Nishimura Daisuke                   | "Omoide ga Ippai" (想い出がいっぱい)                   | 17 tháng 7 năm 2024 |
| 4   | "Cảm xúc dâng trào" Chuyển ngữ: "Afure Dasu Omoi" (tiếng Nhật: 溢れ出す想い)                                            | Haraguchi Hiroshi                               | Itoh Ryota   | Haraguchi Hiroshi                   | "Hare Hare Yukai" (ハレ晴レユカイ)                     | 24 tháng 7 năm 2024 |
| 5   | "Quyết định của mỗi người" Chuyển ngữ: "Sorezore no Ketsui" (tiếng Nhật: それぞれの決意)                                | Sung Min Kim                                    | Misuzu Chiba | Sung Min Kim                        | "Chiisana Koi no Uta" (小さな恋のうた)                 | 31 tháng 7 năm 2024 |
| 6   | "Thứ gọi là một nụ hôn gián tiếp" Chuyển ngữ: "Iwayuru Hitotsu no Kansetsu Kisu" (tiếng Nhật: いわゆるひとつの間接キス) | Osako Mitsuhiro                                 | Yamada Yuka  | Yoshikawa Hiroaki                   | "Himitsu no Kotoba" (秘密の言葉)                       | 7 tháng 8 năm 2024  |
| 7   | "Bão đến" Chuyển ngữ: "Arashi, Kitaru" (tiếng Nhật: 嵐、来たる)                                                         | Fujii Takafumi                                  | Chiba Misuzu | Yoshikawa Hiroaki                   | "Love Story wa Totsuzen ni" (ラブ・ストーリーは突然に) | 14 tháng 8 năm 2024 |
| 8   | "Hội nghị học sinh" Chuyển ngữ: "Gakusei Gikai" (tiếng Nhật: 学生議会)                                                  | Nishimura Daisuke & Fujita Shohei               | Chiba Misuzu | Itoh Ryota                          | CHE.R.RY                                               | 21 tháng 8 năm 2024 |
| 9   | "Rom-com, thế rồi thuật thôi miên" Chuyển ngữ: "Rabukome nochi Saiminjutsu" (tiếng Nhật: ラブコメのち催眠術)            | Tsukahara Yukiko, Ikeda Aya & Fukumoto Shinichi | Chiba Misuzu | Suzuki Moe & Itoh Ryota             | "World is Mine" (ワールドイズマイン Wārudoizumain)     | 28 tháng 8 năm 2024 |
| 10  | "Tiệc sinh nhật muộn" Chuyển ngữ: "Okurebasenagara, Tanjōkai" (tiếng Nhật: 遅ればせながら、誕生会)                      | Sungmin Kim                                     | Yamada Yuka  | Sungmin Kim                         | "Koi no Uta" (こいのうた)                              | 4 tháng 9 năm 2024  |
| 11  | "Vòng sơ khảo bất ngờ" Chuyển ngữ: "Yoki Senu Zenshō-sen" (tiếng Nhật: 予期せぬ前哨戦)                                  | Osako Mitsuhiro                                 | Chiba Misuzu | Yoshikawa Hiroaki & Osako Mitsuhiro | "Kimagure Romantic" (気まぐれロマンティック)           | 11 tháng 9 năm 2024 |
| 12  | "Hướng về phía trước" Chuyển ngữ: "Mae o Muite" (tiếng Nhật: 前を向いて)                                                | Itoh Ryota                                      | Itoh Ryota   | Itoh Ryota                          | "Hanamoyoi" (ハナモヨイ)                               | 18 tháng 9 năm 2024 |

### Trò chơi điện tử
Vào ngày 17 tháng 7 năm 2024, nhà phát triển Poppin Games Japan thông báo về việc trò chơi giải đố dành cho hai hệ máy Android và iOS mang tên 時々ボソッとロシア語でデレる隣のアーリャさん パズルパーティ！ (Tokidoki Bosotto Roshiago de Dereru Tonari no Ārya-san Pazurupāti!) hiện đang trong quá trình sản xuất và cho người dùng đăng ký trước.

## Đón nhận
Tính đến tháng 4 năm 2022, bộ truyện đã bán ra được 500,000 bản in.

### Giải thưởng
| Năm  | Giải thưởng                     | Hạng mục             | Kết quả    | Tham khảo |
| ---- | ------------------------------- | -------------------- | ---------- | --------- |
| 2021 | Kono Light Novel ga Sugoi! 2022 |                      | Thứ hạng 5 | [ 61 ]    |
| 2021 | Kono Light Novel ga Sugoi! 2022 | Bunkobon             | Thứ hạng 9 | [ 61 ]    |
| 2021 | Tsugi ni kuru Manga Taishō 2021 | Lựa chọn của Thủ thư | Thứ hạng 1 | [ 62 ]    |
| 2022 | Kono Light Novel ga Sugoi! 2023 | Bunkobon             | Thứ hạng 5 | [ 63 ]    |
| 2023 | Kono Light Novel ga Sugoi! 2024 | Bunkobon             | Thứ hạng 3 | [ 64 ]    |